# Maria Gładkowska
Maria Gładkowska, właśc. Maria Gładkowska-Moszuk (ur. 16 września 1957 w Zielonej Górze) – polska aktorka teatralna, filmowa i telewizyjna.

## Życiorys

### Wczesne lata
Jest absolwentką Liceum Ogólnokształcącego im. Janka z Czarnkowa w Czarnkowie. W klasie maturalnej wygrała ogólnopolski konkurs na recenzję teatralną spektaklu telewizyjnego Macieja Englerta pt. Nora, opartego na dramacie Dom lalki Henryka Ibsena, i pojawiła się w jednym z odcinków serialu Janusza Morgensterna Polskie drogi (1977) jako łączniczka kontaktująca się z tramwajarzem Mundkiem (Maciej Góraj). W 1982 roku ukończyła studia aktorskie na Wydziale Aktorskim warszawskiej Państwowej Wyższej Szkoły Teatralnej im. Aleksandra Zelwerowicza.

### Kariera teatralna
Po ukończeniu studiów była aktorką Teatru Studio za dyrekcji Jerzego Grzegorzewskiego (1982). W późniejszych latach była gościnnie związana z teatrami warszawskimi, Teatrem Adekwatnym (2001–2002), Teatrem Scena Prezentacje (2006), oraz Teatrem Skene (2021). Za dyrekcji Mirosławy Marcheluk została etatową aktorką Teatru Nowego im. Kazimierza Dejmka w Łodzi (2010–2011), odeszła za dyrekcji Zdzisława Jaskuły w związku z odmładzaniem przez kierownictwo artystyczne zespołu aktorskiego. W latach 2011–2012 była aktorką Teatru Syrena w Warszawie. Od 2017 ponownie jest aktorką łódzkiego Teatru Nowego. Współtworzyła tam z Jackiem Orłowskim Krakowski Salon Poezji w Łodzi.

### Kariera telewizyjna i filmowa
Jej pierwszą ważną rolą filmową i zarazem zaliczeniem końcowych egzaminów w szkole teatralnej, była Dorota Kolędowa w komedii Wyjście awaryjne Romana Załuskiego (1982) u boku Bożeny Dykiel. W 1986 wystąpiła w filmie C.K. Dezerterzy Janusza Majewskiego i została uhonorowana Nagrodą im. Zbyszka Cybulskiego za rolę księżnej Daisy w dramacie historycznym Filipa Bajona Magnat. Zagrała też główne role w trzech filmach węgierskich: kryminale Sęp (1982) oraz w dramatach: Vadon (1989) jako Amadea Zsablyai i Wagarowicze (1989) jako Edit.
Wystąpiła w wielu spektaklach Teatru Telewizji; między innymi w Irydionie (1982) reż. Jan Englert jako Elsionoe, Mizantropie (1984) reż. Janusz Majewski jako Elianta oraz w Pigmalionie (1998) reż. Maciej Wojtyszko jako Ambasadorowa.
Do jej ważniejszych ról filmowych należą rola Ani w Dekalogu I w reż. Krzysztofa Kieślowskiego (1989), Ambasadorowej w Balu na dworcu w Koluszkach reż. Filip Bajon (1989), dziedziczki w Historii kina w Popielawach reż. Jan Jakub Kolski (1998) oraz wielkiej księżnej Julii w Chopin. Pragnienie miłości reż. Jerzy Antczak (2002).
Jest znana z wielu pierwszoplanowych ról w serialach telewizyjnych między innymi w Białej wizytówce (1986) reż. Filip Bajon jako Daisy von Pless; Awanturze o Basię (1997) gdzie u boku Piotra Fronczewskiego grała Stanisławę Olszańską, przyjaciółkę zmarłej w tragicznym wypadku matki Basi; w Matkach, żonach i kochankach (1995–1998) jako Maria, żona Liperta (Jan Englert); w Pensjonacie pod Różą (2004–2006) jako Gabi oraz w Na dobre i na złe (od 2005 roku) jako Maria Starska, matka Leny (Anita Sokołowska).

## Życie prywatne
Ojciec aktorki pochodził z Torunia, a jej matka była z zawodu pielęgniarką.
Była czterokrotnie zamężna, z pierwszych trzech małżeństw ma troje dzieci. Ze związku z aktorem Markiem Prałatem, syna Macieja. Z drugiego małżeństwa, córkę Annę, związaną z przemysłem filmowym. Trzecim mężem aktorki był producent Włodzimierz Wróblewski, z którym ma syna Adama, znanego z głównej roli w autobiograficznym filmie Janusza Majewskiego Mała matura 1947 (2010). Jej czwartym mężem był operator filmowy, Sławomir Idziak (1999−2006).
W latach 90. XX wieku mieszkała w Stanach Zjednoczonych. Jest jedną z bohaterek książki Marzanny Graff-Oszczepalińskiej Siła codzienności.

## Filmografia

### Filmy
- 1982: Sęp (Dogkeselyu), jako Cecília Roska
- 1982: Wyjście awaryjne, jako Dorota, córka Kolędów
- 1985: C.K. Dezerterzy, jako siostra
- 1986: Magnat, jako Daisy
- 1987: Cesarskie cięcie, jako Gabrysia, dziewczyna Marka
- 1988: Dekalog I, jako Ania, koleżanka Krzysztofa
- 1989: Vadon, jako Amadea Zsablyai
- 1989: Bal na dworcu w Koluszkach, jako ambasadorowa
- 1989: Wagarowicze (Iskolakerulok), jako Edit
- 1989: Jeniec Europy, jako madame Albine de Montholon
- 1990: W środku Europy, jako matka Bogusia
- 1991: Panny i wdowy, jako Ewelina
- 1991: Tak tak, jako Krystyna
- 1993: Dwa księżyce, jako Krystyna
- 1994: Miasto prywatne, jako Gocha
- 1994: Faustyna, jako lekarka
- 1995: Barwy świętości, jako lektor
- 1995: Awantura o Basię, jako Stanisława Olszańska
- 1996: Słodko gorzki, jako matka „Mata”
- 1998: Historia kina w Popielawach, jako dziedziczka
- 2002: Chopin. Pragnienie miłości, jako księżna Joanna, żona Konstantego
- 2004: Król Artur (King Arthur), jako matka Artura
- 2005: Parę osób, mały czas, jako Marysia
- 2007: Testosteron, jako matka Tytusa
- 2009: Nigdy nie mów nigdy, jako kierowniczka schroniska dla zwierząt
- 2009: Miasto z morza, jako Olga Wieniatycka
- 2010: Huśtawka, jako matka Anny
- 2010: Milczenie jest złotem, jako szefowa
- 2011: Być jak Kazimierz Deyna, jako teściowa
- 2012: Vocuus, jako sędzia
- 2012: Nad życie, jako matka Agaty Mróz
- 2013: Śliwowica, jako Jagna Miedzianowska
- 2016: Smoleńsk, jako członkini rodziny ofiary

### Seriale
- 1977: Polskie drogi, jako łączniczka
- 1986: Biała wizytówka, jako Daisy
- 1989: Kanclerz, jako księżniczka Radziwiłł
- 1991: Pogranicze w ogniu, jako Renata von Nietzmer, sekretarka
- 1991: Panny i wdowy, jako Ewelina, córka Karoliny
- 1995, 1998: Matki, żony i kochanki, jako Maria, żona Liperta
- 1996: Awantura o Basię, jako Stanisława Olszańska
- 1997: Sława i chwała, jako księżna Maria Bilińska, siostra Myszyńskiego
- 1999–2000: Czułość i kłamstwa, jako Ewa Miśkiewicz
- 2002–2010: Samo życie, jako prawnik
- 2002: Lokatorzy, jako Agata Strakacz
- 2005: Tak miało być, jako Elżbieta Zawilska, dyrektorka sanatorium
- 2005: Pensjonat pod Różą, jako Gabi
- 2005–2008, 2010, od 2012: Na dobre i na złe, jako Maria Starska, matka Leny
- 2005: Biuro kryminalne, jako Małgorzata Matuszek
- od 2006: Pierwsza miłość, jako Jagna Miedzianowska, matka Bartka
- 2006: Niania, jako Wolska
- 2006: Mrok, jako Kasia Orska
- 2006: U fryzjera, jako klientka
- 2007: Glina, jako Bożena Pawłowska, matka Kamila Króla
- 2007: Mamuśki, jako Ela Malasińska, mama Jowitki
- 2008: Daleko od noszy, jako redaktorka czasopisma „Przyszłość bez tajemnic”
- 2009: Barwy szczęścia, jako matka Ady
- 2009: Miasto z morza, jako Olga Wieniatycka
- 2009: Sprawiedliwi, jako Jadwiga Kaniewska, żona profesora
- 2011: Usta usta, jako urzędniczka USC
- 2011: Ojciec Mateusz, jako doktor Barbara Woźniak, matka Radka
- 2011: Rezydencja, jako Izabela Gruber, matka Kornelii
- 2011: Unia serc, jako dyrektorka muzeum
- 2012: Julia, jako Agata Miechowska
- 2012: Prawo Agaty, jako sędzia Klimecka
- 2014–2016: Klan, jako Wanda, nowa wybranka cukiernika Wiesława Orzeszki
- 2015: Uwikłani, jako Bożena Bednarek (odc. pt. Agnieszka. W spirali długu)
- 2023: Korona królów. Jagiellonowie, jako hrabina Anna Teck

### Dubbing
- 1999: Gwiezdne wojny: część I – Mroczne widmo, jako Shmi Skywalker
- 2002: Gwiezdne wojny: część II – Atak klonów, jako Shmi Skywalker i Dormé

## Teatr

### Teatr repertuarowy
| Role teatralne |                                         |                       |                         |               |
| Rok            | Tytuł                                   | Reżyser               | Teatr                   | Rola          |
| 1983           | Mąż i żona Aleksander Fredro            | Jan Świderski         | PWST w Warszawie        | Elwira        |
| 2001           | Treny Jan Kochanowski                   | Henryk Boukołowski    | Teatr Adekwatny         | Matka         |
| 2002           | Odprawa posłów greckich Jan Kochanowski | Henryk Boukołowski    | Teatr Adekwatny         | Helena        |
| 2006           | Zmierzch długiego dnia Eugene O’Neill   | Romuald Szejd         | Teatr Scena Prezentacje | Mary Tyrone   |
| 2010           | Złodziej Eric Chappell                  | Marek Pasieczny       | Teatr Nowy w Łodzi      | Barbara       |
| 2011           | Przyjazne dusze Pam Valentine           | Paweł Pitera          | Teatr Nowy w Łodzi      | Susie Cameron |
| 2017           | Fabryka muchołapek Andrzej Bart         | Andrzej Bart          | Teatr Nowy w Łodzi      | rola          |
| 2018           | Seks dla opornych Michele Riml          | Paweł Pitera          | Teatr Nowy w Łodzi      | Alice         |
| 2019           | Testament Szekspira Vern Thiessen       | Marek Pasieczny       | Teatr Nowy w Łodzi      | Anne Hathaway |
| 2021           | Ławeczka w słońcu Ron Clark             | Dariusz Taraszkiewicz | Teatr Skene w Warszawie | Adrienne      |

### Teatr Telewizji
| Role w Teatrze Telewizji |                                     |                  |               |
| Rok                      | Tytuł                               | Reżyser          | Rola          |
| 1982                     | Irydion Zygmunt Krasiński           | Jan Englert      | Elsionoe      |
| 1984                     | Mizantrop Molière                   | Janusz Majewski  | Elianta       |
| 1995                     | Pusta kołyska Leslie Sands          | Janusz Majewski  | Pamela        |
| 1996                     | Różany zamek Józef Lompa            | Wojciech Molski  | Opatrzność    |
| 1996                     | Pacjentka Agatha Christie           | Janusz Majewski  | Siostra Bond  |
| 1996                     | Pułapka na szczury Agatha Christie  | Janusz Majewski  | Jenifer Brice |
| 1996                     | Popołudnie na plaży Agatha Christie | Janusz Majewski  | Norees Somers |
| 1997                     | Pajęczyna Marek Rębacz              | Wojciech Nowak   | Halina        |
| 1998                     | Pigmalion George Bernard Shaw       | Maciej Wojtyszko | Ambasadorowa  |
| 2003                     | Siła kosmiczna Alan Ayckbourn       | Janusz Majewski  | Ekspedientka  |

## Inne
- Wystąpiła w teledysku grupy Afromental do piosenki „Rock&Rollin’ Love” (2011).
- Wystąpiła w reklamach Skarbnicy Narodowej[23].

## Nagrody
- Nagroda im. Zbyszka Cybulskiego (1988) za rolę w filmie: Magnat